# Филармонический оркестр Буффало
Филармонический оркестр Буффало (англ. Buffalo Philharmonic Orchestra) — американский симфонический оркестр, базирующийся в городе Буффало. Основан в 1934 г. С 1940 года выступает в концертном зале Кляйнханс, построенном по проекту Элиэля и Ээро Саариненов и внесённом в реестр Национальных исторических памятников США.
Среди ключевых моментов истории оркестра — инаугурационный концерт нового руководителя Лукаса Фосса в 1963 г. с исполнением «Весны священной» Стравинского, ознаменовавшим поворот оркестра в сторону репертуара XX века, совместное выступление с Сарой Вон в Карнеги-холле, европейские гастроли 1988 г. во главе с Семёном Бычковым. История звукозаписей оркестра берёт начало с Седьмой симфонии Дмитрия Шостаковича, выпущенной Уильямом Штейнбергом на рубеже 1940-50-х гг.

## Музыкальные руководители
- Лайош Шук (1935—1937)
- Франко Аутори (1937—1945)
- Уильям Штейнберг (1945—1952)
- Излер Соломон (1952—1953, conductor-in-residence)
- Йозеф Крипс (1954—1963)
- Лукас Фосс (1963—1971)
- Майкл Тилсон Томас (1971—1979)
- Юлиус Рудель (1979—1985)
- Семён Бычков (1985—1989)
- Максимиано Вальдес (1989—1998)
- Джо-Энн Фаллетта (с 1998 г.)